# Vraní Hora
Vraní Hora je zřícenina hradu v okrese Svitavy asi 1 km západně od Vranové Lhoty. Od roku 1964 je chráněna jako kulturní památka.

## Historie
První písemná zmínka pochází z roku 1277, kdy si královna Kunhuta stěžuje biskupu Brunovi ze Schauenburku, že jí Boreš z Rýzmburka ničí její statky kolem hradu. K roku 1351 patřilo k hradu osm vsí. Jeho funkce byla zároveň ochranná, neboť údolím procházely obchodní karavany. Roku 1355 prodali Záviš a Vilém z Rychmburka zboží Ješkovi z Boskovic, jehož vnuk Jan Ozor vystoupil proti markraběti Joštovi. Trestná výprava proti Ozorovým hradům roku 1389 přinesla patrně zkázu i Vraní Hoře. Při zástavě vranohorského zboží pánům z Vildenberka roku 1406 se již připomíná tvrz ve Vranové Lhotě, která nahradila vypálený hrad.

## Popis
Samotný hrad byl tvořen oválem o rozměrech 46 x 38 metrů, chráněn byl silnou zdí a čtyřhrannou věží. Do současnosti zůstaly zachovány pouze zbytky zdiva.

## Fotogalerie

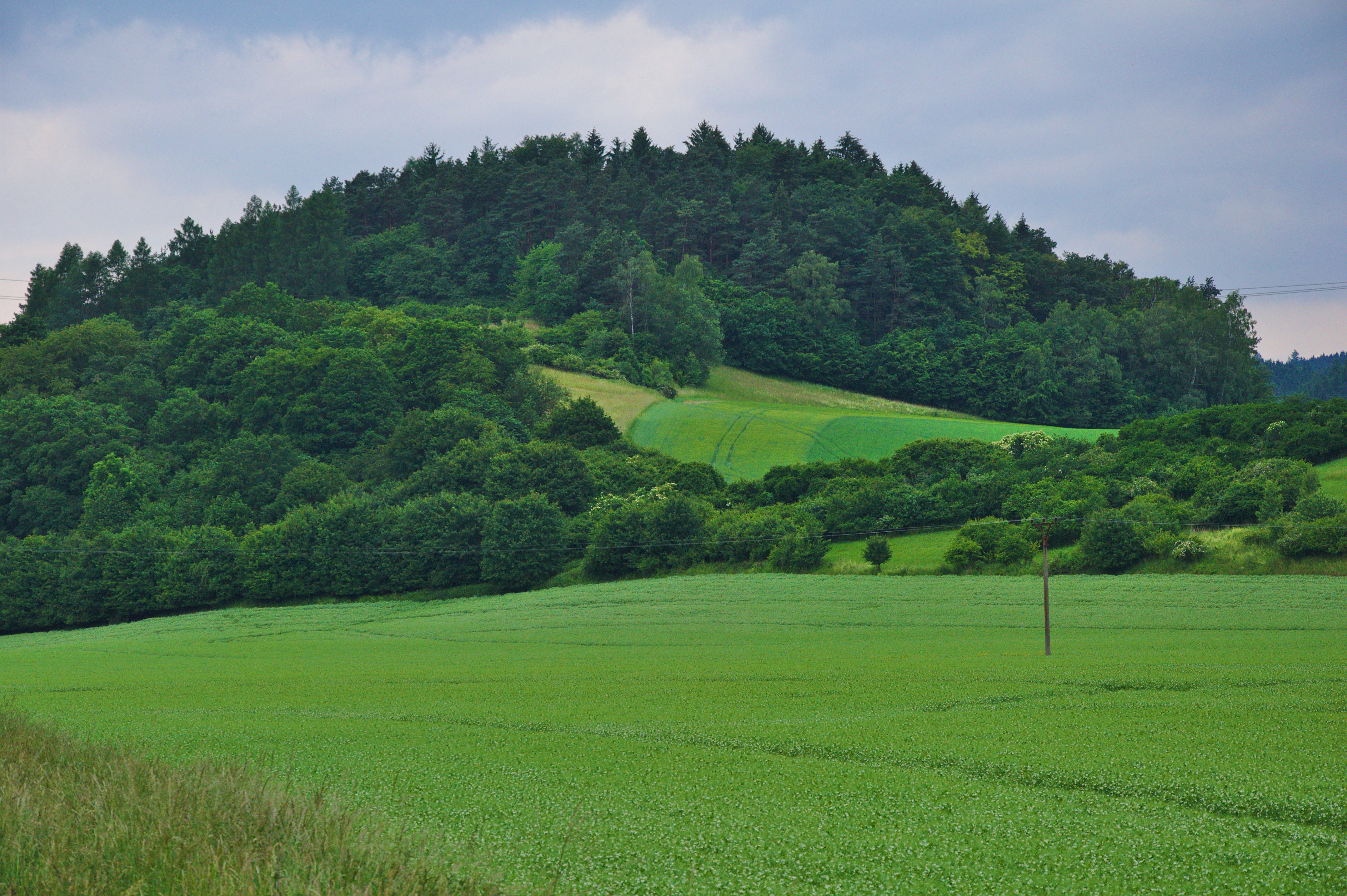
Vraní Hora z Vranové
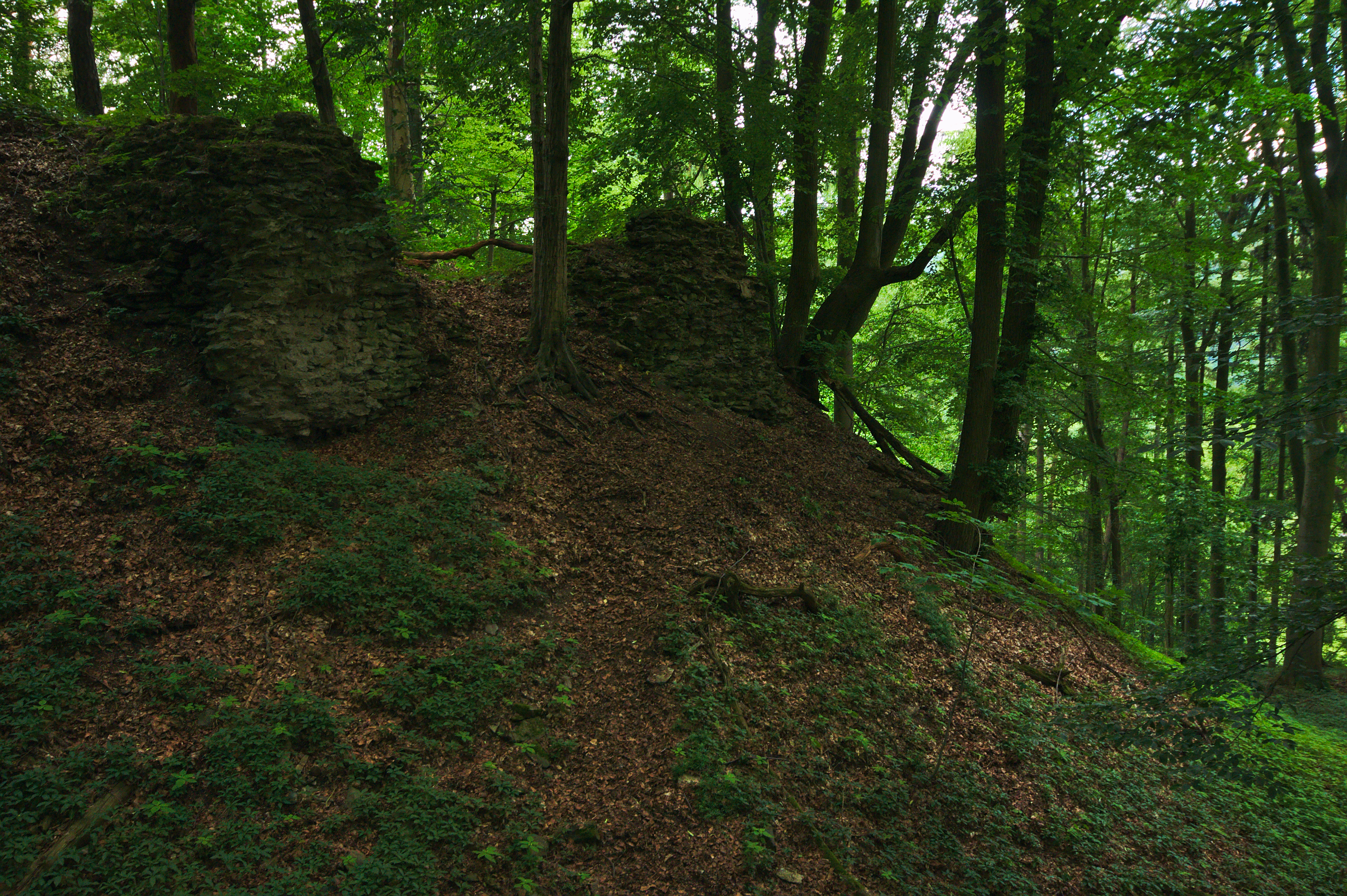
Pozůstatek zdi
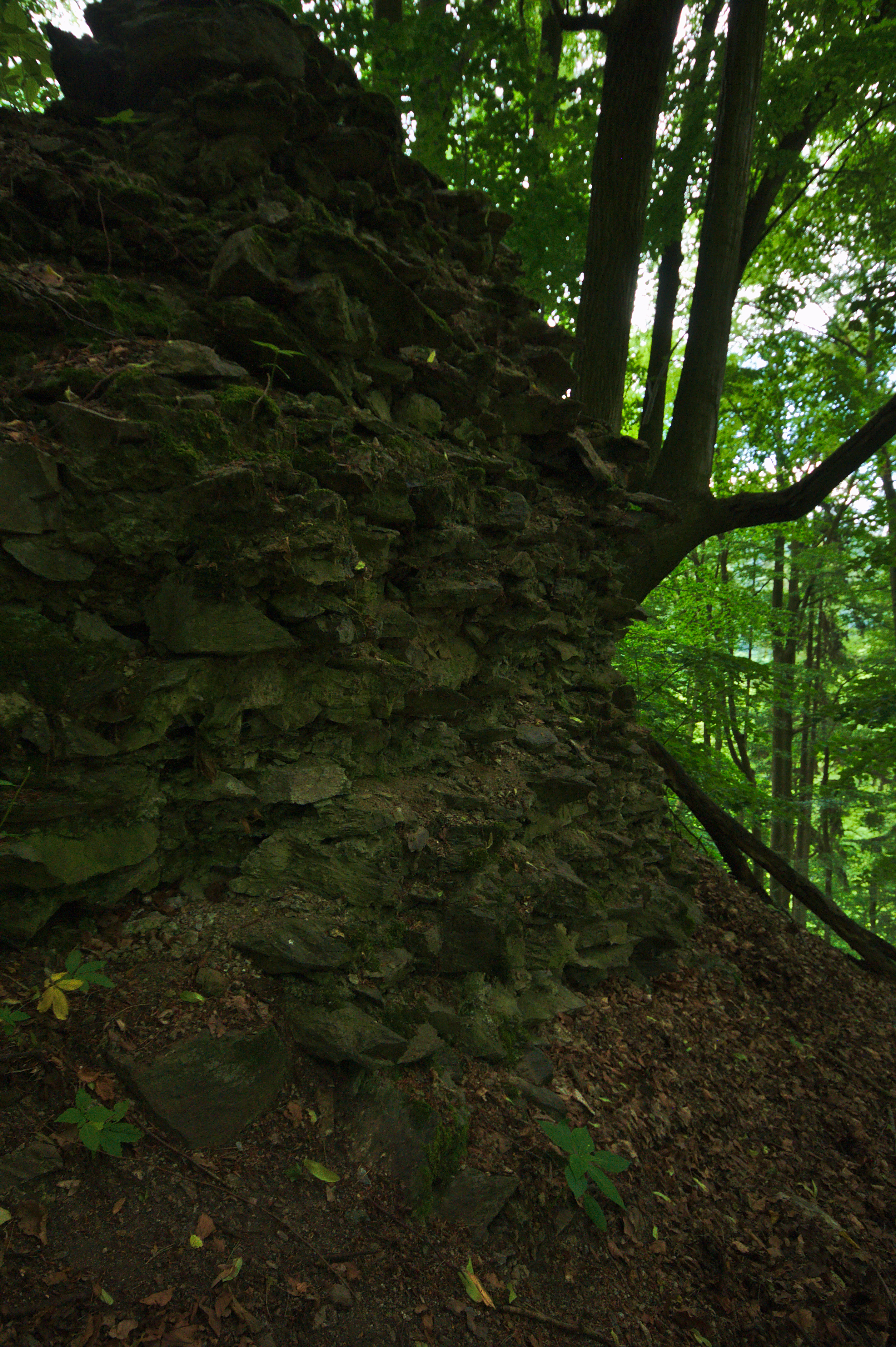
Pozůstatek zdi
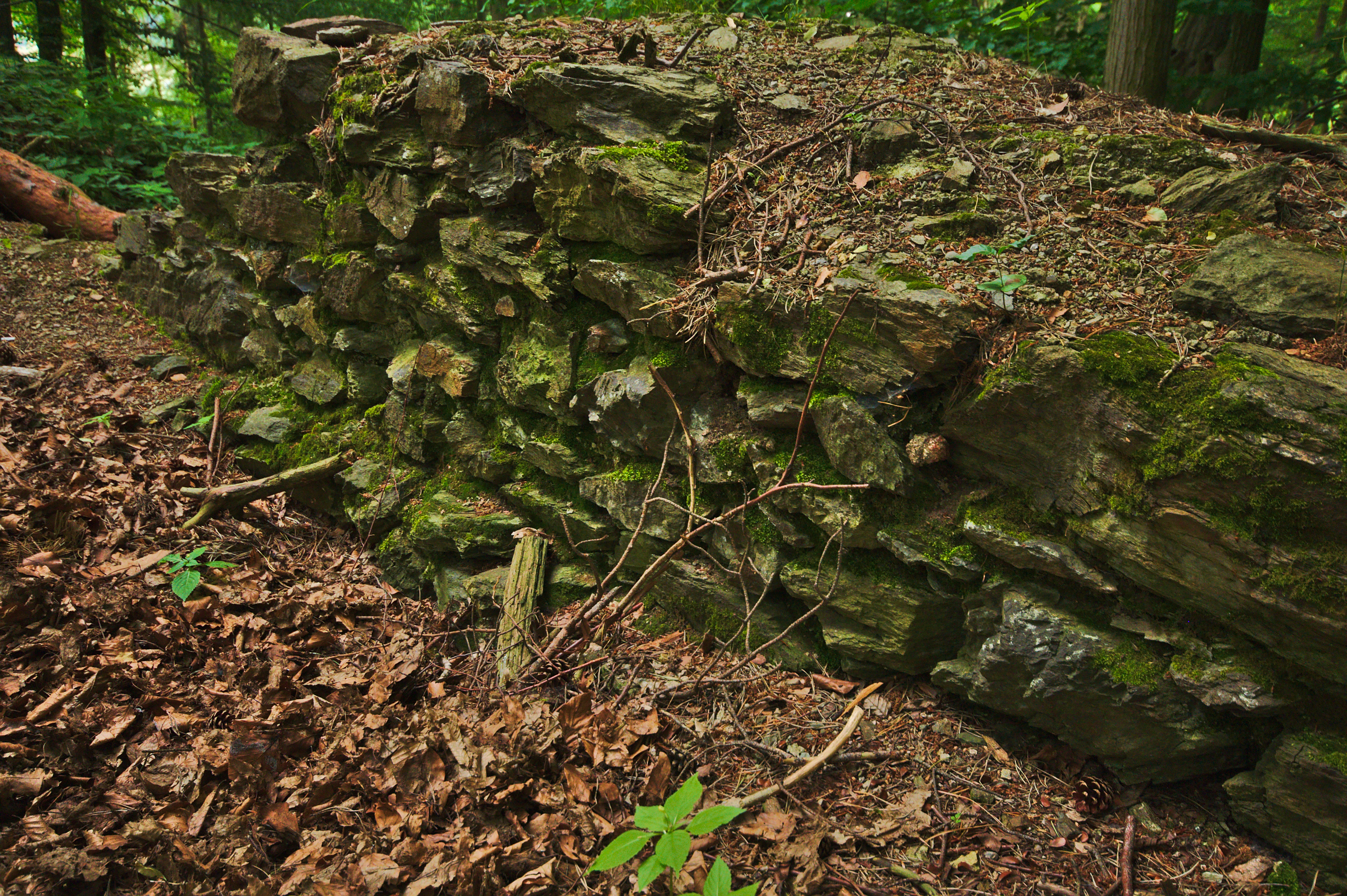
Pozůstatek zdi
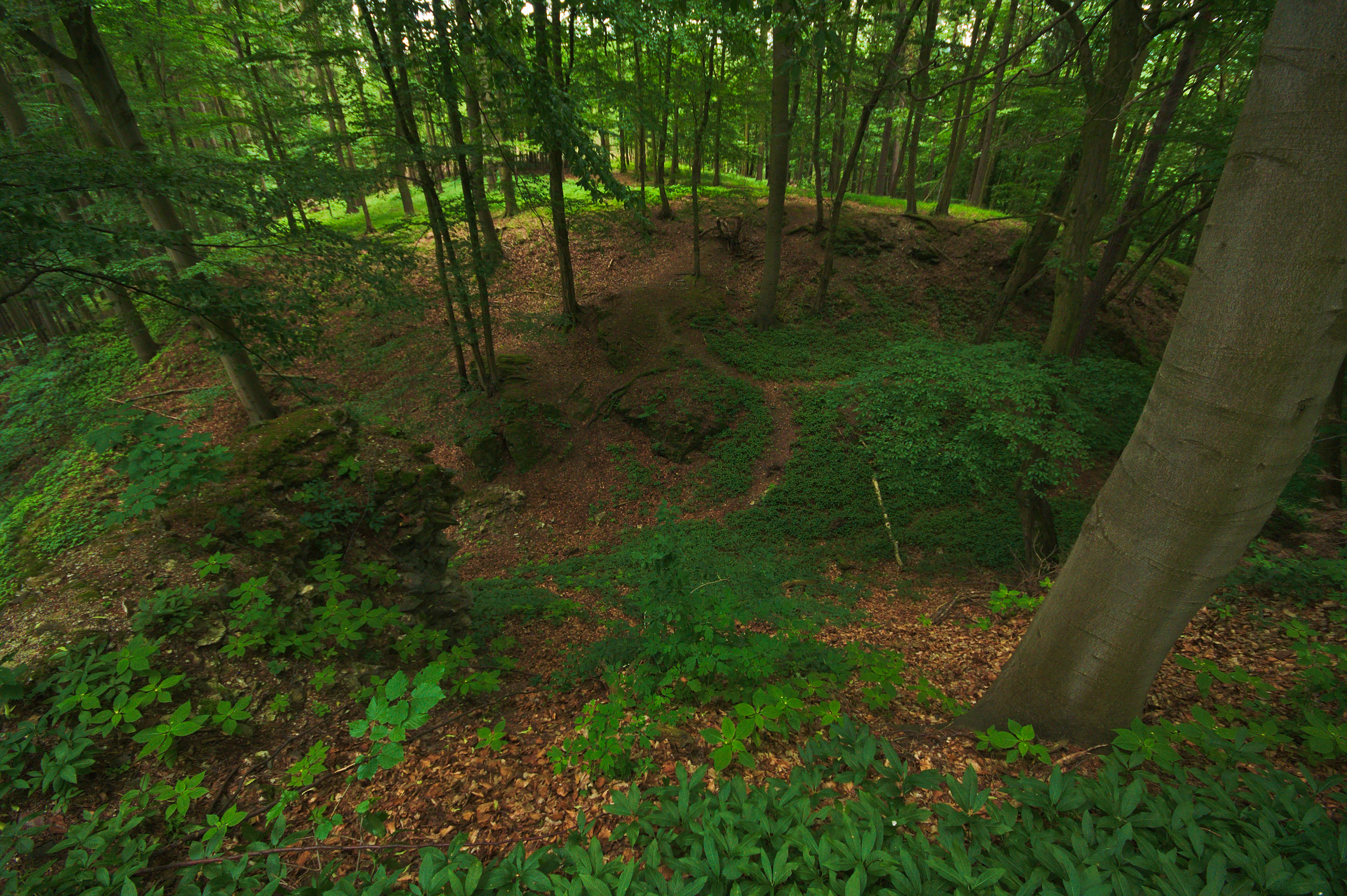
Hradní příkop
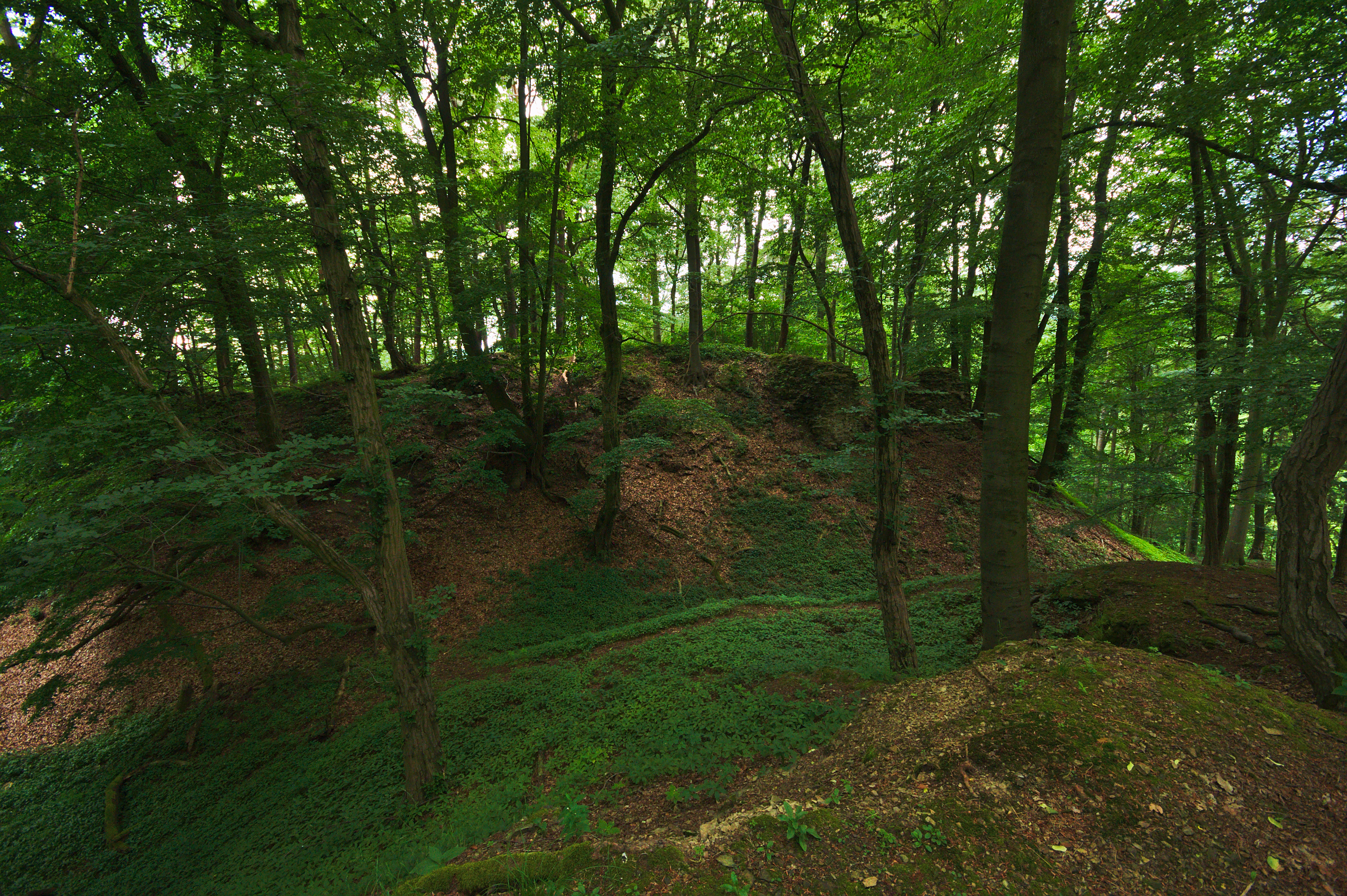
Hradní příkop
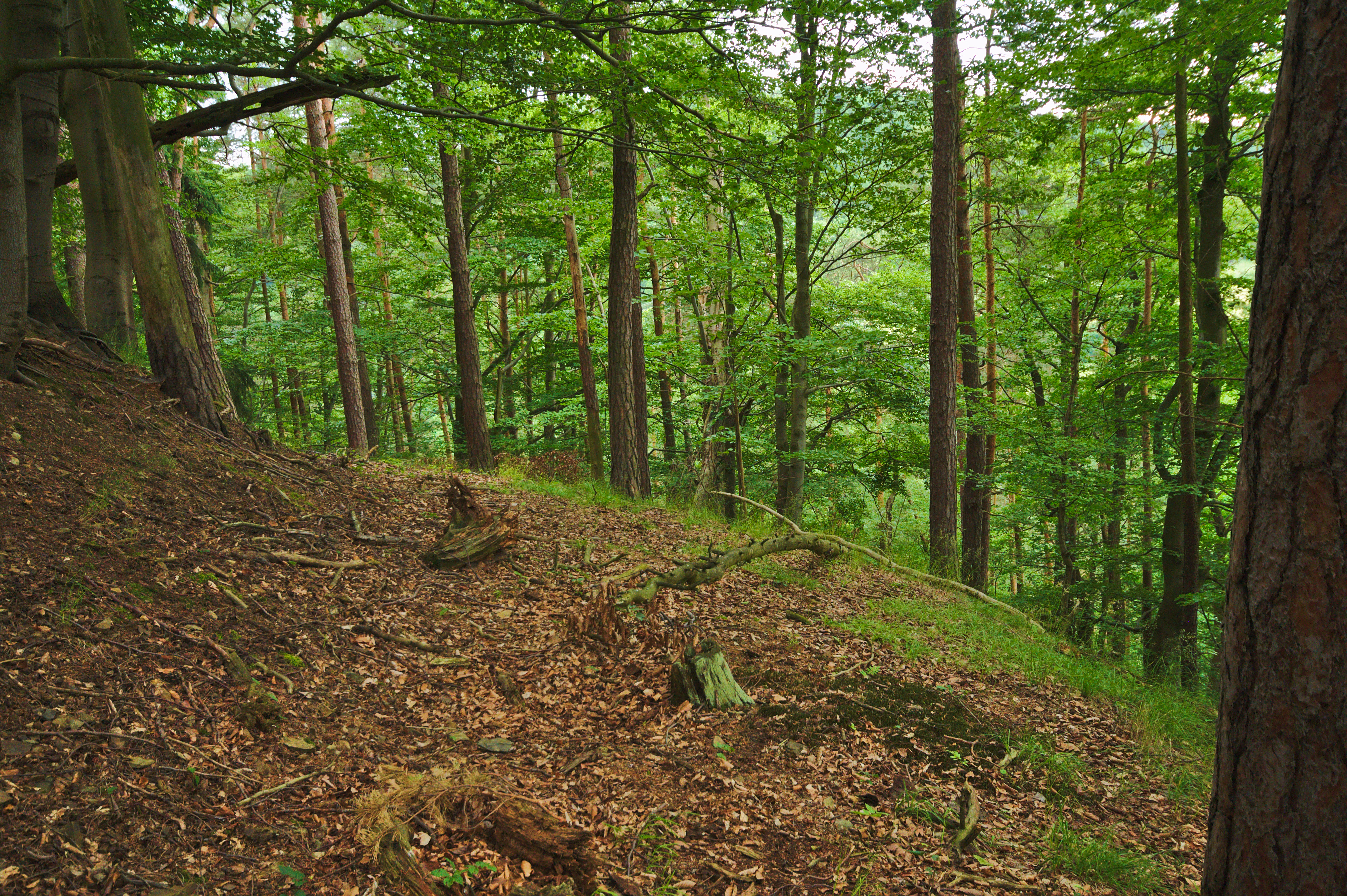
Zbytky valu